# Solidaritat d'Obrers de Catalunya

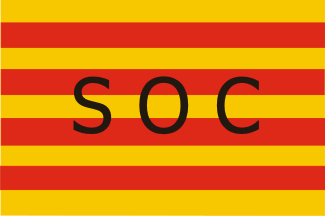
bandera de SOC

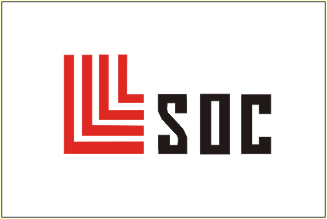
bandera de SOC

Solidaritat d'Obrers de Catalunya (SOC) fou un sindicat nacionalista, ja desaparegut (1958-1983). Fundat per Xavier Casassas i Miralles (Barcelona 1935-1994) qui en fou el seu principal motor, desenvolupant les funcions de secretari general i de president, des del 1958 fins al 1983. Altres dirigents foren Claudi Martínez, Josep Almeda, Josep Fargas, Jesús Malló, Joaquim Gil i Joaquim Pi.
El 1958 es va crear el sindicat Solidaritat d'Obrers Cristians de Catalunya. El 1961 va desaparèixer del seu nom la "C" de cristià per a esdevenir una organització oberta i laica; paradoxalment, aquest canvi es va fer arran de la incorporació en el sindicat d'un sector d'obrers cristians vinculats a la HOAC, encapçalats per Antonio Navarro i Àngel Alcàzar. Tot i abandonar el caràcter estrictament cristià, va continuar sent el sindicat català reconegut per la Confederació Internacional de Sindicats Cristians (CISC). Llavors va a passar a ser el primer sindicat clandestí de Catalunya fins a les discrepàncies entre radicals i moderats el 1969, manifestada en el congrés de 1970 i en l'abandonament de l'ala radical el 1971: els primers eren majoritàriament els militants provinents de la HOAC, que mantenien posicions molt obreristes i d'esquerres, i els segons, més moderats, eren els militants històrics, alguns pocs vinculats al partit UDC i força més acabarien propers al socialisme de Josep Pallach (RSDC).
El 1976 van sorgir del SOC els Col·lectiu d'Obrers en Lluita d'àmbit català i vinculats al PSAN-Provisional, que no varen subsistir.
El 1977 el sindicat SOC va ser legalitzat. Poc després hi va haver una escissió i es va crear l'organització Col·lectius de Treballadors, a l'òrbita del PSAN. De totes maneres, el SOC seguia disposant del reconeixement internacional com a membre de la Confederació Mundial del Treball (CMT), la nova denominació que des del 1968 tenia l'antiga CISC) i del seu suport econòmic i formatiu, i mantenia una estructura amb un bon servei jurídic, com a mínim 9 locals en diferents ciutats, i 12 federacions de branca organitzades: aigua, gas i electricitat; arts gràfiques; banca; caixes; comerç; ensenyament; hostaleria; indústries químiques; metall; oficines i despatxos; sanitat; i tèxtil. En el sector de les caixes d'estalvi el SOC va convertir-se en el sindicat majoritari arran de les primeres eleccions sindicals, i com a tal va ser al davant de la negociació del conveni col·lectiu del sector.
El 1980 el SOC es va unir a altres sindicats de branca com el Sindicat d'Estalvi de Catalunya, va absorbir alguns nuclis de sindicalistes procedents de la descomposició de la CSUT, i es va formar la Confederació Sindical de Treballadors de Catalunya de la que formaren part el SOC i els Col·lectius de Treballadors entre d'altres. El 1983 el SOC va desaparèixer formalment i la CSTC va ocupar definitivament el seu espai sindical.